# براترینوو
براترینوو (به چکی: Bratřínov) یک منطقهٔ مسکونی در جمهوری چک است که در ناحیه پراگ-غرب واقع شده‌است. براترینوو ۴٫۲۱ کیلومتر مربع مساحت و ۱۶۳ نفر جمعیت دارد و ۳۲۵ متر بالاتر از سطح دریا واقع شده‌است.